# Actionäventyrsspel
Ett actionäventyrsspel är ett dator-/TV-spel som blandar actiongenrens krav på snabbhet i strid, och äventyrsgenrens utforskning och pusslande. Bland populära serier i genren återfinns Zelda. och Metroid.
Zeldaspelens framgångar banade vägen för en lång rad av actionäventyrsspel, men ingen större utveckling av genren kom förrän Playstation förde in 3D-grafiken i hemmen på allvar. Spel som Resident Evil och Metal Gear Solid lånade friskt från filmmediet.

### Fotnoter
1. ↑  ”Action Adventure” (på engelska). TV Tropes. http://tvtropes.org/pmwiki/pmwiki.php/Main/ActionAdventure. Läst 11 maj 2015.
2. ↑  ”IGN Presents the Legend of Zelda” (på engelska). UK. 27 augusti 2010. http://uk.ign.com/articles/2010/08/27/ign-presents-the-history-of-zelda. Läst 11 maj 2015.
3. ↑  ”Metroid Prime is a great Action Adventure FPS for the GC” (på engelska). Gamefaqs. 14 december 2005. Arkiverad från originalet den 18 maj 2015. https://web.archive.org/web/20150518095245/http://www.gamefaqs.com/gamecube/447244-metroid-prime/reviews/review-95445. Läst 11 maj 2015.